# 西沢富夫
西沢 富夫（にしざわ とみお、1913年7月7日 - 1985年11月7日）は日本の政治運動家。元日本共産党中央委員会幹部会副委員長。同党の国際問題専門家として活動し、自主独立路線確立に寄与した。

## 来歴
宮城県仙台市出身。ハルピン学院を卒業する。
1943年 南満州鉄道東京支社調査部在勤時、神奈川県警察部特高課に治安維持法違反容疑で検挙される（横浜事件）。これは、川田寿を起点に始まった検挙の中で、川田の関係者である高橋善雄が満鉄調査部と研究会（ソ連問題調査会）を結成していたことから満鉄調査部に捜査が及んだ結果だった。このとき、西沢の家宅捜索で警察が発見した1枚の集合写真が「共産党再建準備会」であると決めつけられ、写っていた人物を起点に多くの逮捕者を出す。実際にはこの写真は西沢らが細川嘉六に招かれて1942年7月に富山県泊町で懇親会に参加したときに撮影された記念写真に過ぎなかった。敗戦後の1945年9月15日に、横浜地方裁判所で懲役2年・執行猶予3年の有罪判決が、実質丸1日だけというスピード裁判で下された。
保釈後、12月に日本共産党に入党。マルクス・レーニン主義研究所書記などを務める。1949年には「アカハタ」国際部長となった。一方で一橋大学講師を務めていたが、1950年に公職追放（レッド・パージ）を受ける。
1966年に中央委員会幹部会員となり、1976年7月に中央委員会幹部会副委員長に就任した。1977年10月の第14回党大会で国際・外交委員会の責任者となる。西沢はソ連共産党や中国共産党とは距離を置いた自主独立の党外交を推進したとされる。

## 著書・論文・訳書
- 『ソ聯計画経済の基本的諸問題』皐月会、1941年、全国書誌番号 46039890
- ソ聯邦外国貿易人民委員部景気研究所編、D.D.ミシュスチン監修、西沢富夫訳『世界貿易論』中央公論社、1943年、全国書誌番号 54005263
- 『国有化問題の研究』世界評論社、1948年、全国書誌番号 46011088
- チェルヌイシェフスキー著、西沢富夫訳『「J.S.ミル経済学原理」への評解. 上』岩波書店、岩波文庫、1951年、全国書誌番号 52000740
- 西沢富夫編著『新しい時代のスポーツ』新日本出版社、新日本新書、1983年4月、全国書誌番号 83031376
- 『自主独立の立場と現代の世界』新日本出版社、1982年、ISBN 978-4-406-00833-4
- 『スポーツを国民みんなのものに』日本共産党中央委員会出版局、1991年9月、ISBN 4-530-04336-3 [7]